# Corriente de flujo de Indonesia
La corriente de flujo de Indonesia (ITF por sus siglas en inglés) es una corriente oceánica con importancia para el clima global, como lo es el movimiento en latitudes bajas de agua cálida y relativamente dulce desde el Pacífico norte hasta el Índico. Por lo tanto, actúa como rama superior principal de la circulación termohalina global.

## Causa y efectos
La superficie del océano de esta parte del extremo occidental del Pacífico es, en promedio, cada día más alta que la de la parte adyacente del océano Índico. La diferencia impulsa el agua de la termoclina superior de manera descendente a través del estrecho de Macasar, profundo, recto y orientado al oeste, de norte a sur, para luego encontrarse con el mar de Java y el mar de Banda. Aproximadamente el 15% de esta agua sale directamente a través del estrecho de Lombok. Los flujos más débiles del Pacífico Sur, más salado y denso, aumentan ligeramente el mar de Banda a través del paso de Lifamatola; ambos flujos se mezclan allí debido a sus límites y mareas, la espiral de Ekman y el flujo de calor y agua dulce. Desde este mar, el 85% de la ITF utiliza el paso ancho del mar de Timor y el estrecho de Ombai.
En el recuadro se muestra la ubicación y topografía de los canales que conforman el ITF. El estrecho de Lombok tiene 300 m de profundidad y aproximadamente 35 km de ancho y las corrientes varían entre 0,286 m/s (0,6 mi/hr) hacia el este hasta 0,67 m/s hacia el oeste y promedio 0,25 m/s hacia el oeste. Las corrientes en el estrecho de Ombai varían entre 0,12 m/s hacia el este hasta 0,16 m/s hacia el oeste, con un promedio de 0,11 m/s hacia el oeste y se canalizan dentro del paso de 1 250 m de profundidad y 35 km de ancho. El paso de Timor, que tiene 1 890 m de profundidad por 160 km de ancho, es la más ancha de las vías de salida y tiene un promedio de solo 0,02 m/s. Entre 2004 y 2006, se instalaron 11 boyas en las regiones de entrada y salida del ITF y se posicionaron para medir con precisión la contribución de cada paso como parte del Programa Internacional de Estratificación y Transporte de Nusantara (INSTANT). Un estudio que utiliza el modelo oceánico de Princeton ha observado que el ITF tiene un transporte de volumen máximo desde el océano Pacífico al océano Índico a través del estrecho de Savo (~6/5 Sv, 1 Sv = 106 m³/s), seguido por el paso de Timor (~3,5/2 Sv) y el estrecho de Lombok (~2/1,75 Sv), por lo que el transporte de volumen bruto del ITF es ~10/9 Sv y también se observa que el ITF aumenta la temperatura del océano Índico meridional mientras que no tiene un efecto significativo en la salinidad de la superficie del mar del océano Índico. El flujo a través de Macasar (11,6 Sv) y Lifamatola (1,1 Sv) suma 12,7 Sv. El flujo total de salida corresponde a 15,0 Sv (varía entre 10,7 y 18,7 Sv) y está compuesto por las contribuciones de Lombok (2,6 Sv), Ombai (4,9 Sv) y Timor (7,5 Sv). El transporte de calor del flujo continuo de Indonesia es de 1,087 PW (1 PW = 1015 vatios). La energía cinética de turbulencia (ECT) de la ITF es del orden de 10−3 m2s−2 en la capa superior, mientras que es de 10−4 m2s−2 en la capa intermedia. Los valores correspondientes de la tasa de disipación de la ECT de ITF son del orden de 10−6 m2s−3 y 10−8 m2s−3, lo que indica que esta región de archipiélagos de ITF es de naturaleza altamente turbulenta y con una alta capacidad de disipación de calor.
La circulación y el transporte dentro de los mares de Indonesia varían junto con el flujo monzónico a gran escala. Durante junio a agosto, los vientos del sureste del monzón del suroeste predominan en Indonesia y generan una fuerte espiral de Ekman (flujo hacia el suroeste en el hemisferio sur que aumenta el ITF a 15 Sv), mientras que de diciembre a febrero, los vientos del oeste del monzón del noroeste sirven para reducir directamente el ITF. Durante las transiciones monzónicas, los fuertes vientos del oeste en el Océano Índico oriental fuerzan ondas Kelvin descendentes desde el ecuador (movimiento hacia el este, flujo hacia el este) que se propagan a través de los pasajes de Indonesia como ondas Kelvin atrapadas en la costa y sirven para reducir el flujo ITF con un mínimo en abril de 9 Sv. Otra forma de pensarlo es que el hundimiento en el lado del Océano Índico aumenta el nivel del mar y, por lo tanto, reduce la carga de presión normal del Pacífico al Índico, reduciendo así el flujo.
A escala global, las olas oceánicas, como las ondas Kelvin y Rossby ecuatoriales/costeras, impulsan la variación interanual del ITF con una amplitud de aproximadamente +/-3 Sv.  Los vientos del oeste del Pacífico centro-occidental provenientes de El Niño fuerzan ondas de Rossby ecuatoriales que se mueven hacia el oeste y corrientes hacia el este que golpean el este de Nueva Guinea y se propagan alrededor de la costa oeste como ondas Kelvin costeras y hacia abajo a través de la ITF a lo largo de la costa de la plataforma de Australia Occidental, lo que sirve para reducir la ITF. El afloramiento (es decir, la reducción del nivel del mar) asociado con las ondas de Rossby en el lado del Pacífico reduce el gradiente de presión del Pacífico al Índico y reduce el ITF. La variabilidad interanual de los vientos del oeste del Océano Índico actúa de la misma manera que las ondas Kelvin ecuatoriales estacionales, reduciendo también el flujo normal de ITF hacia el oeste.
Una característica importante de la corriente de flujo de Indonesia es que, debido a que el agua del Océano Pacífico ecuatorial occidental tiene una temperatura más alta y una salinidad más baja que el agua del Océano Índico, la corriente de flujo transporta grandes cantidades de agua relativamente cálida y dulce al Océano Índico. Cuando la corriente indonesia (a través del estrecho de Lombok, Ombai y los pasos de Timor) ingresa al océano Índico, se transporta hacia África dentro de la corriente ecuatorial del sur. Allí finalmente sale del Océano Índico con la corriente de Agulhas alrededor del sur de África hacia el océano Atlántico. Por lo tanto, el flujo de Indonesia transporta una cantidad significativa de calor del océano Pacífico hacia el suroeste del océano Índico, que es de aproximadamente 10 000 km (6213,7 mi) del estrecho de Lombok.